# Матфей Яранский
Матфе́й Яра́нский (в миру Митрофа́н Кузьми́ч Швецо́в; 4 июня 1855, Вятка — 29 мая 1927, Яранск) — местночтимый святой в лике преподобных.
Родился в семье сапожника. С 1890 года был послушником в Филейском Александро-Невском монастыре в Вятке. В 1890 году принял монашеский постриг и был в 1897 году рукоположён в иеромонахи.
С 1899 года проживал в Яранском Пророчицком монастыре. Скончался 29 мая 1927 года. Дата его смерти 29 мая (чтится как день его памяти). Предание приписывает ему факты чудесных исцелений.

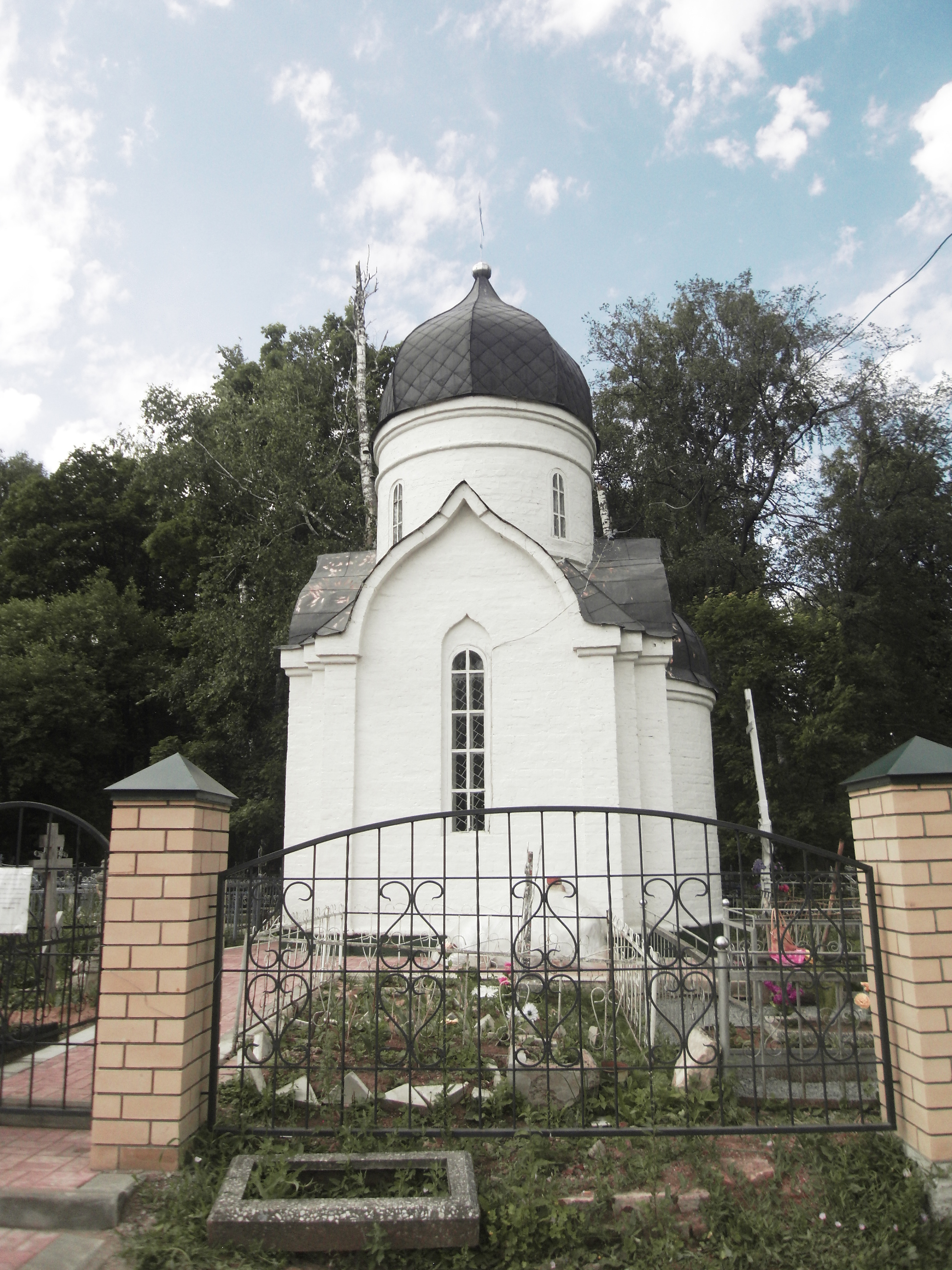
Часовня Матфея Яранского на Вознесенском кладбище в Яранске

Похоронен на Яранском Вознесенском кладбище. В 1990 году над могилой была сооружена часовня.

## Память
23 ноября 1997 года причислен к лику местночтимых святых Вятской Епархии.
В 2006 году по благословению митрополита Вятского и Слободского Хрисанфа (Чепиля) был учрежден крестный ход в честь святого преподобного Матфея, Яранского Чудотворца, который начинается 26 мая всенощной службой в часовне деревни Ершово (на месте кончины), а заканчивается 29 мая молебном в часовне на городском кладбище города Яранска (на месте упокоения).
21 августа 2015 года мощи преподобного Матфея были обретены в ходе исследовательских археологических работ, проводившихся по благословению патриарха Кирилла. Мощи перенесены в крупнейший храм Яранской епархии — Троицкую церковь в Яранске.
В сентябре 2022 года по представлению епископа Яранского и Лузского Паисия патриарх Кирилл благословил учреждение медали преподобного Матфея Яранского. Медаль имеет три степени. Ею удостаиваются священнослужители, монашествующие и миряне за труды во славу Божию и на благо Святой Церкви в Яранской епархии.